# Municipio de Leola
El municipio de Leola (en inglés: Leola Township) es un municipio ubicado en el condado de Codington en el estado estadounidense de Dakota del Sur. En el año 2010 tenía una población de 74 habitantes y una densidad poblacional de 0,84 personas por km².

## Geografía
El municipio de Leola se encuentra ubicado en las coordenadas 45°6′31″N 96°56′51″O / 45.10861, -96.94750. Según la Oficina del Censo de los Estados Unidos, el municipio tiene una superficie total de 88.59 km², de la cual 85,93 km² corresponden a tierra firme y (3 %) 2.66 km² es agua.

## Demografía
Según el censo de 2010, había 74 personas residiendo en el municipio de Leola. La densidad de población era de 0,84 hab./km². De los 74 habitantes, el municipio de Leola estaba compuesto por el 91,89 % blancos, el 4,05 % eran amerindios y el 4,05 % eran de una mezcla de razas. Del total de la población el 0 % eran hispanos o latinos de cualquier raza.